# Erythroxylum lanceum
Erythroxylum lanceum är en tvåhjärtbladig växtart som beskrevs av Boj.. Erythroxylum lanceum ingår i släktet Erythroxylum och familjen Erythroxylaceae. Inga underarter finns listade i Catalogue of Life.